# Ptilinop de Raiatea
El ptilinop de Raiatea (Ptilinopus purpuratus chrysogaster) és una subespècie d'ocell de la família dels colúmbids (Columbidae).
És endèmica de les Illes de la Societat a la Polinèsia Francesa. Tot i que va ser nomenat per primera vegada el 1853, va ser descoberta 30 anys abans, per René Primevère Lesson (1794–1849), mentre actuava com a naturalista a bord de La Coquille. Antigament es considerava una subespècie del ptilinop de Tahití, però la UIO va definir-la com a espècie diferent el 2021. El seu hàbitat natural són els boscos de terra baixa humida subtropical o tropical.

## Distribució
És endèmica de les illes de la Polinèsia Francesa Huahine, Raiatea, Tahaa, Bora Bora i, almenys en el passat, Maupiti. Hi ha una població estimada d'entre 1000 i 2500 ocells individuals madurs. Es desconeixen millors estimacions de població després del 2001.

## Amenaces
Hi ha una disminució de la població en curs a causa de la destrucció de l'hàbitat; la introducció de plantes al·lòctones, la depredació d'espècies invasores com l'arpella dels pantàs (Circus approximans) i els gats salvatges, les rates polinesies (Rattus exulans), les rates negres (R. rattus) tenen un impacte negatiu en la qualitat de l'hàbitat de l'espècie.